# Miedzierza (gmina)
Miedzierza (od 1973 Smyków) – dawna gmina wiejska istniejąca do 1954 roku w woj. kieleckim, łódzkim i ponownie kieleckim. Nazwa gminy pochodzi od wsi Miedzierza, lecz siedzibą władz gminy był Smyków.
W okresie międzywojennym gmina Miedzierza należała do powiatu koneckiego w woj. kieleckim. 1 kwietnia 1939 roku gminę wraz z główną częścią powiatu koneckiego przeniesiono do woj. łódzkiego.
Podczas II wojny światowej włączona do Generalnego Gubernatorstwa (dystrykt radomski). Niemcy wyłączyli z gminy Miedzierza wieś Piekło, włączając ją do gminy Końskie.
Po wojnie gmina przez krótki czas zachowała przynależność administracyjną, lecz już 6 lipca 1950 roku została wraz z całym powiatem przyłączona z powrotem do woj. kieleckiego.
Według stanu z dnia 1 lipca 1952 roku gmina składała się z 21 gromad: Adamek, Adamów, Baran, Cisownik, Kamienna Wola, Kłucko, Kozów, Królewiec, Małachów, Miedzierza, Modrzewina, Przełom, Przyłogi, Salata, Smyków, Stanowiska, Straszów, Trawniki, Wólka Smolana, Wyrębów i Zaborowice.
Jednostka została zniesiona 29 września 1954 roku wraz z reformą wprowadzającą gromady w miejsce gmin. Po reaktywowaniu gmin z dniem 1 stycznia 1973 roku gminy Miedzierza nie przywrócono, utworzono natomiast jej terytorialny odpowiednik, gminę Smyków w tymże powiecie i województwie.